# Високоскоростна линия „Пекин – Шанхай“
Високоскоростната железопътна линия Пекин – Шанхай (HSR Jinghu) (на китайски: 京沪高速铁路, на пинин: JīngHù GāoSù TiěLù (ДжинХу ГаоСу ТеЛу)), е високоскоростна железница, която свързва две големи икономически зони в Китайската народна република: Икономическата зона на Бохай и делтата на река Яндзъ. Строителството започва на 18 април 2008 г., а линията е открита за обществено ползване на 30 юни 2011 г. Със своята дължина от 1318 km високоскоростната линия е най-дългата в света, построена някога в един етап.
Линията е една от най-натоварените високоскоростни железници в света, превозвайки над 210 милиона пътници през 2019 г. повече от годишния превоз на цялата TGV или Intercity Express. Това е и най-печелившата високоскоростна железопътна линия в Китай, отчитайки 11,9 млрд. юана (1,86 млрд. щ.д.) нетна печалба през 2019 г.
Железопътната линия е първата, проектирана за търговски операции при максимална скорост от 380 km/h. Отначало се очаква влакът без спиране от Пекин Юг до Шанхай Хунцяо да отнеме 3 часа и 58 минути, което го прави най-бързият редовен влак в света в сравнение с 9 часа и 49 минути на най-бързите влакове, движещи се по паралелната конвенционална железница. Отначало обаче влаковете са ограничени до максимална скорост от 300 km/h, като на най-бързия влак са му необходими 4 часа и 48 минути път от жп гара Пекин Юг до Шанхай Хунцяо, с една спирка на жп гара Нанкин Юг. На 21 септември 2017 г. скоростта от 350 km/h работата е възстановена с въвеждането на китайски стандартизиран електровлак. Това намалява времето за пътуване между Пекин и Шанхай до около 4 часа 18 минути с най-бързите редовни влакове, постигайки средна скорост от 291,9 km/h за пътуване от 1302 km, което прави тези услуги най-бързите в света.
Високоскоростната железница Пекин – Шанхай стана публична на Шанхайската фондова борса (SSE) през 2020 г.

## Спецификации
Строителството извършва Beijing-Shanghai High-Speed Railway Co., Ltd. Очаква се проектът да струва 220 млрд. юана (около 32 млрд. щ.д.). Очакванията са около 220 000 пътници да използват влаковете всеки ден, което е двойно повече от сегашния капацитет. В пиковите часове влаковете трябва да се движат на всеки пет минути. От цялата дължина на линията 1140 km или 87% са надземни, повдигнати на около 20 метра над земята. По линията има 244 моста. Големият мост Данянг-Куншан с дължина 164 km е най-дългият мост в света, 114-километровият мост на виадукт между Лангфан и Цинсян е вторият най-дълъг в света, а Големият мост Cangde между 4-ти околовръстен път на Пекин и Ланфан е петият по дължина. Линията включва и 22 тунела, общо 16,1 km. Общо 1268 km от дължината е твърдо положена, т.е. върху бетон или асфалт, а не върху траверси и чакъл.
Според Джан Шугуанг, тогава заместник главен дизайнер на високоскоростната железопътна мрежа в Китай, проектираната непрекъсната скорост на работа е 350 km/h, с максимална скорост до 380 km/h. Средната търговска скорост от Пекин до Шанхай е планирана да бъде 330 km/h, което съкращава времето за пътуване с влака от 10 часа на 4 часа. Подвижният състав, използван по тази линия, се състои главно от влакове CRH380. Базираната на CTCS-3 система за управление на влака се използва на линията, за да позволи максимална скорост от 380 km/h движение и минимален интервал между влаковете от 3 минути. При консумация на енергия от 20 MW и капацитет от около 1050 пътници, консумацията на енергия на пътник от Пекин до Шанхай трябва да бъде по-малко от 80 kWh.

## История
Двата най-важни града в Китай, Пекин и Шанхай, не са свързани с железопътен транспорт до 1912 г., когато е завършена железопътната линия Джинпу между Тиендзин и Пукоу. Със съществуващата железопътна линия между Пекин и Тиендзин, която е завършена през 1900 г., железопътната линия Хунин между Нанкин и Шанхай е открита през 1908 г., прекъсната от ферибот между Пукоу и Нанкин през река Яндзъ. Ежеседмичният директен влак Пекин –Шанхай е пуснат за първи път през 1913 г.
През 1933 г. пътуването с влак от Пекин до Шанхай отнема около 44 часа при средна скорост 33 km/h. Пътниците трябвало да слязат в Пукоу с багажа си, да се качат на ферибот, наречен „Куайджи“ през Яндзъ, и да се качат на друг свързващ влак в Сягуан от другата страна на реката.
През 1933 г. фериботът Нанкин е отворен за експлоатация. Новият влаков ферибот „Changjiang“ (Yangtze), построен от британска компания, е с дължина 113,3 m, съответно 17,86 m широк, и е успявал да превози 21 товарни или 12 пътнически вагона. Пътниците можели да останат във влака при пресичане на реката и по този начин времето за пътуване е съкратено до около 36 часа. Влаковата услуга е спряна по време на японската инвазия.
През 1949 г. пътуването от северната жп гара на Шанхай до Пекин (тогава Beiping) отнема 36 часа и 50 минути със средна скорост 40 km/h. През 1956 г. времето за пътуване е съкратено на 28 часа и 17 минути. В началото на 60-те години на миналия век времето за пътуване е допълнително намалено до 23 часа и 39 минути.
През октомври 1968 г. е открит мостът на река Нанкин Яндзъ. Времето за пътуване тогава се съкращава на 21 часа и 34 минути. Тъй като новите дизелови локомотиви са въведени през 70-те години на миналия век, скоростта е увеличена допълнително. През 1986 г. времето за пътуване вече е 16 часа и 59 минути.
Китай въвежда шест съкращения на графика от 1997 до 2007 г. През октомври 2001 г. влакът T13/T14 взима разстоянието от Пекин до Шанхай за около 14 часа. През 18 април 2004 г. са въведени влаковете от серия Z. Времето за пътуване е съкратено на 11 часа и 58 минути. Тогава има пет влака, тръгващи около 7 следобед всеки ден, всеки на 7 минути разстояние, пристигайки на местоназначението на следващата сутрин.
Железницата е напълно електрифицирана през 2006 г. На 18 април 2007 г. новият влак-стрела CRH е въведен на модернизираната железопътна линия като част от Шестата кампания за ускоряване на железопътния транспорт. Дневен влак D31 обслужва маршрута, тръгвайки от Пекин в 10:50 часа всяка сутрин и пристигайки в Шанхай в 20:49 вечерта, пътува се предимно със скорост от 160 – 200 km/h (до 250 km/h в много кратък участък между Антинг и Западен Шанхай). През 2008 г. са въведени влакове CRH със спални вагони, заменящи локомотивните спални влакове Z. С откриването на нова високоскоростна междуградска линия между Нанкин и Шанхай през лятото на 2010 г., спалните влакове използват високоскоростната линия в участъка Шанхай – Нанкин, пътувайки на 250 km/h за по-дълго разстояние. Най-бързите спални влакове вземат разстоянието за 9 часа и 49 минути, с четири междинни спирания, при средна скорост 149 km/h.
Тъй като мостът Нанкин Яндзъ свързва двата участъка на железопътната линия в непрекъсната линия, цялата железопътна линия между Пекин и Шанхай е преименувана на Jinghu Railway, като Jing (京) е стандартното китайско съкращение за Пекин, а Ху (沪), кратко за Шанхай. Железопътната линия Jinghu се експлоатира като най-натоварената железница в Китай от близо век. Поради бързия растеж на пътническия и товарен трафик през последните 20 години тази линия достига и надминава капацитета си.

### Специално предложение за високоскоростна железница
Предложението за високоскоростната железница Jinghu се появява в началото на 90-те години на миналия век, тъй като една четвърт от населението на страната живее по протежение на съществуващата железопътна линия Пекин – Шанхай През декември 1990 г. Министерството на железниците внася в Националния народен конгрес предложение за изграждане на високоскоростна железопътна линия Пекин – Шанхай, успоредна на съществуващата железопътна линия Пекин – Шанхай. През 1995 г. премиерът Ли Пън обявява, че работата по високоскоростната железопътна линия Пекин – Шанхай ще започне в 9-ия петгодишен план (1996 – 2000). Първоначалният проект на министерството за високоскоростната железопътна линия е завършен и през юни 1998 г. е представен доклад за държавно одобрение Планът за строителство е определен през 2004 г., след петгодишен дебат дали да се използва железопътна линия стомана върху стомана или технологията на магнитна възглавница маглев. Маглев не е избран поради несъвместимостта му със съществуващата железопътна технология в Китай и високата му цена, която е два пъти по-висока от тази на конвенционалната железопътна технология.

#### Технологичен дебат
Въпреки че първоначалните планове са строителството да продължи до 2015 г., китайското министерство на железниците обещава откриване на новата линия още през 2010 г. Министерството обаче не е предвидило последвалия дебат относно избора на технология. В крайна сметка е избрана по-традиционната технология стомана върху стомана, но дебатът за технологиите забавя значително предпроектните проучвания, които завършват през март 2006 г. Настоящият подвижен състав е CRH380AL, който е китайски електрически високоскоростен влак, разработен от China South Locomotive & Rolling Stock Corporation Limited (CSR). CRH380A е една от четирите серии китайски влакове, проектирани за новата стандартна работна скорост от 380 km/h по новопостроени китайски високоскоростни главни линии. Другите три са CRH380B, CRH380C и CRH380D.

#### Инженерни предизвикателства
Тестването започва малко след това на участък от главната линия между Шанхай и Нанкин. Този участък от линията се намира върху меката почва на делтата на Яндзъ. Това е предизвикателство за инженерите, с което те биха се сблъскали по-късно при реалното строителство. В допълнение към тези предизвикателства, високоскоростните влакове използват големи количества алуминиева сплав, със специално проектирано предно стъкло, способно да издържа на удари от птици.

### Строителство
Строителните работи започват на 18 април 2008 г. Полагането на коловоза започва на 19 юли 2010 г. и приключва на 15 ноември 2010 г. На 3 декември 2010 г. влак с 16 вагона CRH380AL поставя рекорд за скорост от 486,1 km/h на участъка от Чжаожуанг Запад до Бенбу от линията по време на пробно изпълнение. На 10 януари 2011 г. друг модифициран влак, CRH380BL с 16 вагона поставя рекорд за скорост от 487,3 km/h по време на пробно изпълнение. Работата по въздушната контактна мрежа е завършена на 4 февруари 2011 г. за цялата линия. Според CCTV повече от 130 000 строителни работници и инженери са работили в пика на строителната фаза.
Според Министерството на железниците при строителството е използвано два пъти повече бетон отколкото при язовира Трите клисури и 120 пъти повече стомана от Националния стадион в Пекин. Има 244 моста и 22 тунела, изградени по стандартизирани проекти, а маршрутът се следи от 321 сеизмични сензора, 167 сензора за скорост на вятъра и 50 сензора за валежи.

### Начало на експлоатацията
Билетите са пуснати в продажба в 09:00 часа на 24 юни 2011 г. и са разпродадени в рамките на един час. За да се конкурират с новата влакова услуга, авиокомпаниите намаляват цената на полетите между Пекин и Шанхай с до 65%. Цените на бюджетните самолетни билети между Пекин и Шанхай падат с 52%.
Спалните влакове-стрела по модернизираната железница са отменени в началото, но по-късно са възобновени. Новата линия увеличава товарния капацитет на старата линия с 50 милиона тона годишно между Пекин и Шанхай.
През втората си седмица в експлоатация системата претърпява три неизправности за четири дни. На 10 юли 2011 г. влаковете са забавени, след като силни ветрове и гръмотевична буря причиняват проблеми с електрозахранването в Шандун. На 12 юли 2011 г. влаковете отново са забавени, когато възниква друго прекъсване на тока в Суджоу. На 13 юли 2011 г. неизправност на трансформатора в Чанджоу принуждава влак да намали наполовина максималната си скорост, а пътниците трябва да се качат на резервен влак. В рамките на две седмици след отварянето цените на авиокомпаниите се повишават поради чести неизправности по линията. Продажбите на самолетни билети намаляват само с 5% през юли 2011 г. в сравнение с юни 2011 г., след отварянето на линията. На 12 август 2011 г., след няколко закъснения, причинени от проблеми с оборудването, 54 влака CRH380BL, движещи се по тази линия, са изтеглени от техния производител. Те се връщат към редовна работа на 16 ноември 2011 г. Говорител на Министерството на железниците се извинява за проблемите и закъсненията, като посочва, че за двете седмици от началото на обслужването само 85,6% от влаковете са пристигнали навреме.

## Финанси
През 2006 г. е изчислено, че линията ще струва между 130 млрд. юана (16,25 млрд. щ.д.) и 170 млрд. юана (21,25 млрд. щ.д.). На следващата година прогнозните разходи са преразгледани на 200 млрд. юана (25 млрд. щ.д.) или 150 млн. юана на километър. Поради бързото нарастване на разходите за труд, строителни материали и придобиване на земя през предходните години, до юли 2008 г. прогнозната цена е увеличена на 220 млрд. юана (32 млрд. щ.д.). Дотогава държавната компания за високоскоростна железница Пекин – Шанхай, създадена за набиране на средства за проекта, събра 110 млрд. юана, като останалите са набавени от местните власти чрез предложения за акции, банкови заеми и, за първи път за железопътен проект, чуждестранни инвестиции. В крайна сметка инвестицията в проекта възлиза на 217,6 млрд. юана (34,7 млрд. щ.д.).
През 2016 г. се разкрива, че през изтеклата година високоскоростната железопътна компания Пекин – Шанхай (BSHSRC) има общи активи от 181,54 млрд. юана (28 млрд. щ.д.), приходи от 23,42 млрд. юана (3,6 млрд. щ.д.) и нетна печалба от 6,58 млрд. юана (1 млрд. щ.д.), като по този начин е обявена за най-печелившата железопътна линия в света. През 2019 г. Jinghu Express Railway Company подава заявление за IPO. Компанията обявява, че Jinghu HSR е регистрирала нетна печалба от 9,5 млрд. юана (1,35 млрд. щ.д.) през първите девет месеца на 2019 г.
През 2020 г. BSHSRC става първият публичен високоскоростен железопътен оператор в Китай. Приходите от IPO ще се използват за закупуване на 65% дял в Beijing Fuzhou Railway Passenger Dedicated Line Anhui Company, която управлява високоскоростната железница Хефей-Бенгбу, високоскоростната железница Хефей-Фуджоу (участък от Анхуей), високоскоростна железница Шанцю-Ханджоу (участък Анхуей, все още в процес на изграждане) и високоскоростна железница Джънджоу-Фуян (участък Анхуей).

## Подвижен състав
За услугите от 350 km/h се използват влакове CR400AF, CR400BF, CRH380A, CRH380B и CRH380C, преди 2014 г. по-бавните на 250 km/h услуги се използват от влакове CRH2 и CRH5. Във всички влакове има вагони от първа и втора класа. При по-късите влакове се предлага купе за 6 души Premier Class. В по-дългите влакове са налични до 28 места за бизнес класа и вагон-ресторант в цял вагон.

## Експлоатация и пътникопоток
Повече от 90 влака на ден се движат между Южен Пекин и Шанхай Хунцяо от 07:00 до 18:00 часа.
През първите две седмици на експлоатация средният дневен трафик на линията е 165 000 пътника дневно, докато други 80 000 пътника всеки ден продължават да използват по-бавната и по-евтина стара железница. Цифрата от 165 000 пътника дневно е три четвърти от прогнозата за 220 000 пътника дневно. След това броят на пътниците продължава да расте, като 230 000 пътници използват линията всеки ден до 2013 г. До март 2013 г. линията е превозила 100 милиона пътници. До 2015 г. дневният пътникопоток нараства до 489 000 пътници на ден. Към 2017 г. средният дневен трафик надминава 500 000 пътници на ден.
Тази линия постепенно набира популярност през годините и достига своя максимален капацитет през уикендите и празниците. С въвеждането на китайския стандартизиран електровлак, най-високата скорост на движение по линията се повишава до 350 km/h на 21 септември 2017 г. Най-бързият влак вече изминава разстоянието за 4 часа 18 минути (G7), като прави две спирки по време на пътуването в Джинан и Нанкин.
През 2019 г. в отговор на голямото търсене по линията започват да работят 17-вагонни влакове Fuxing.

## Тарифи
На 13 юни 2011 г. списъкът с тарифите е обявен на пресконференция на Министерството на железниците. Цените от Пекин Юг до Шанхай Hongqiao в юани са изброени по-долу:
| Скорост     | Седалки 2-ра класа | Седалки 1-ва класа | VIP места (за разглеждане на забележителности) | Най-кратко време за пътуване | Курсове на ден |
| ----------- | ------------------ | ------------------ | ---------------------------------------------- | ---------------------------- | -------------- |
| G(350 km/h) | 555                | 935                | 1748                                           | 4 ч. 24 мин.                 | 94             |

Забележка:* Предлага се само за услуги, използващи влаковете CRH380AL, CRH380BL и CRH380CL.
На 14 юни 2011 г. на сайта на Министерството на железниците е публикуван списъкът с тарифите спирка по спирка.
С билети на цена от 1750 юана в едната посока в купето за разглеждане на забележителности в краищата на влаковете, пътниците могат да седят зад ватмана. Всички билети на една и съща цена включват седалки, които се накланят изцяло. Притежателите на тези билети получават допълнително безплатен достъп до салона на големите гари, сервира им се безплатна храна на борда близо до времето за хранене и им се предоставят неограничени количества зареждания с безалкохолни напитки, докато са на борда.

## Онлайн билетна услуга
Онлайн билетната услуга е открита, когато стартира услугата за билети. Пътниците могат да закупят билети в интернет и да платят тарифата с дебитна или кредитна карта. Ако пътникът използва лична карта от 2-ро поколение на КНР и не желае да се отпечатват никакви документи, той може да използва личната си карта директно като билет за преминаване през системата за автоматично заплащане (Automated fare collection), в противен случай пътникът трябва да го смени с хартиен билет преди пътуването. От края на 2011 г. е възможно и потребителите на тези лични карти да отпечатват билет с надпис „Проверен билет“ след края на пътуването с цел възстановяване на разходите.

## Компоненти
| Раздел                                                          | Описание                                                             | Проектна скорост (km/h) | Дължина (km) | Начална дата на строителството | Открита на       |
| --------------------------------------------------------------- | -------------------------------------------------------------------- | ----------------------- | ------------ | ------------------------------ | ---------------- |
| Пекин – Шанхай високоскоростна железница                        | HSR коридор на Източен Китай                                         | 350                     | 1433         | 2008-01-08                     | 2012-10-16       |
| Секция Пекин-Шанхай (високоскоростна железница Пекин-Шанхай)    | HSR от Пекин до Шанхай през Тиендзин, Дзинан, Сюджоу, Бънбу и Нанкин | 350                     | 1302         | 2008-04-18                     | 30 юни 2011      |
| Участък Хефей – Бенгбу (високоскоростна железница Хефей-Бенгбу) | Отклонение Jinghu HSR от Бенгбу до Хъфей                             | 350                     | 131          | 2008-01-08                     | 16 октомври 2012 |

## Станции и обслужване
На линията има 24 станции. Крайцерските скорости са 300 и 350 km/h в зависимост от услугите. Таксата се изчислява въз основа на изминатото разстояние, независимо от скоростта и времето за пътуване. Повече от 40 двойки ежедневни редовни влакови услуги пътуват от край до край по този маршрут и стотици други, които използват само част от него.

## Мостове
Железопътната линия има едни от най-дългите мостове в света. Те включват:
- Големият мост Данянг-Куншан – най-дългият мост в света.[50]
- Големият мост на Тиендзин – вторият най-дълъг мост в света.[50]
- Големият мост на Пекин
- Големият мост Канджоу – Дежоу
- Мост на река Нанкин Цинхуай
- Мостът на канала Zhenjiang Пекин-Ханджоу